# ウェストバリー駅 (LIRR)
ウェストバリー駅（英: Westbury）とはロングアイランド鉄道の本線の駅である。ポートジェファーソン支線およびロンコンコマ支線の全列車がこの駅を通るが、ポートジェファーソン支線の数本の列車が停車する（またロンコンコマ支線の数本の列車もそうである）。ニューヨーク州ウェストバリーにあるユニオン・アベニューとポスト・アベニューとの交差点に位置する。ペンステーションから23.4マイル (37.7 km) である。この駅は完全に車椅子利用可である。相対式ホーム2面と2線を有する。

## 歴史
ウェストバリー駅はLIRRがヒックスヴィル駅へ延伸したことにともない、1837年のいつかに建設された。2番目の駅は1883年の4月から6月の間に建設された。3番目の駅は1914年に建設され、1972年ごろに大規模な改築が実施され、また2001年から2005年の間のいつかにもう一度改築が実施された。2000年には、女性が線路下のアンダーパスで刺殺された。

## 駅構造
| 1 | ■本線           | ニューヨーク方面 （カール・プレイス）       |  |
| 1 | ■モントーク支線 | 通過                                        |  |
| 2 | ■本線           | ポートジェファーソン方面 （ヒックスヴィル） |  |
| 2 | ■モントーク支線 | 通過                                        |  |

この駅は高床の相対式ホームを2面有し、どちらも有効長は12両である。1番線と隣接する北側のプラットホームは通常西行きまたはニューヨーク行き列車が使用する。2番線と隣接する南側のプラットホームは通常東行き列車が使用する。 
この場所では本線の線路が2本通っている。